# Augustine Marie Ndour Ndong
Augustine Marie Ndour Ndong (Mbodiene, Senegal, 1969), también conocido como Agustín Ndour, es un político español y encuadernador de libros nacido en Senegal, candidato a la presidencia de España por el partido Por Un Mundo Más Justo en las elecciones generales de abril de 2019.

## Biografía
Nació en Mbodiene en 1969 en una familia cristiana y se mudó a Lisboa en el año 1999 desde Dakar con una beca para realizar sus estudios, dónde trabajó en la construcción una temporada. Posteriormente se trasladó a vivir a Granada. Obtuvo su permiso de residencia en los procesos de regularización extraordinaria de personas migrantes que puso en marcha el Gobierno de Jose María Aznar entre 1996 y 2001.Trabaja como encuadernador para las publicaciones de Cáritas en ediciones para La Alhambra o la Universidad de Granada, así como monitor impartiendo talleres de encuadernación de libros apersonas en situación de vulnerabilidad.[cita requerida]
Como activista imparte charlas por toda España dentro de la Pastoral de Migraciones de Cáritas.[cita requerida]
En 2015 creó una aplicación junto a Gustavo Gómez , Teranga GO!, que sirve como red social entre personas que vayan a viajar desde España a África en coche y a posibles conductores. Uno de los objetivos era facilitar el viaje de los más de 60.000 senegaleses que residen en España.

### Carrera política
En 2019 se presentó como líder de la lista del partido político Por un Mundo Más Justo (M+J), siendo el primer candidato negro a presidente del Gobierno en España. Ndour también fue cabeza de lista por Granada en las elecciones municipales de España de 2019. En 2024 seguía participando en el partido político.
En las elecciones generales de 2023 se presentó como suplente en la candidatura de Por Un Mundo Más Justo al Senado por Granada.
El 9 de abril de 2024 presentó una iniciativa legislativa popular en una sesión plenaria en el Congreso de los Diputados, impulsada por la fundación en la que trabaja Fundación para la Ciudadanía Global, con el objetivo de iniciar una regularización extraordinaria de alrededor de 500.000 extranjeros que residen en España.Esta ILP, tras conseguir más de las 500.000 necesarias para ser aceptada como propuesta además del apoyo de más de 900 entidades humanitarias, fue aprobada con el único voto en contra de Vox.